# مركبات ثنائي بنزو الديوكسين متعددة الكلور

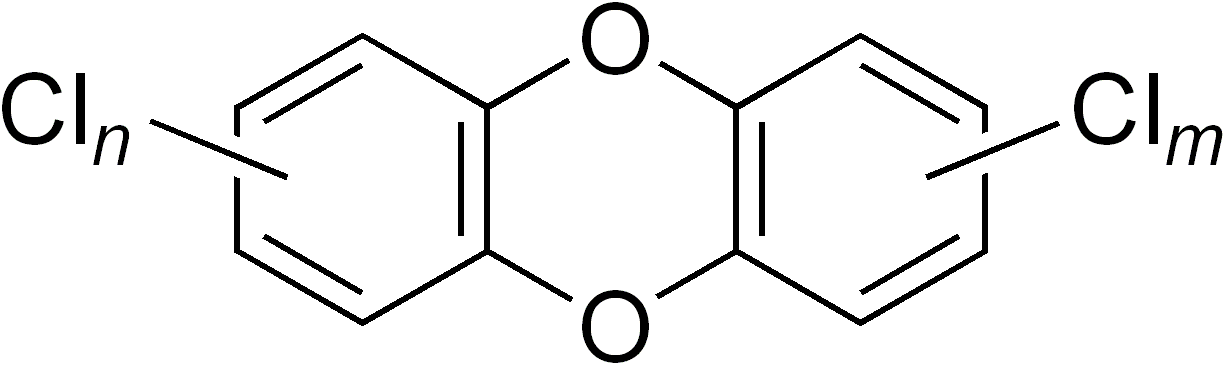
التركيب الكيميائيّ العام للديوكسينات، حيث أن n و m يأخذان القيمة من 0 ووصولاً إلى 4

مادة الديوكسينات من أكثر السموم الكيماوية التي عرفها الإنسان فتكا حيث تؤثر علي الصحة العامة وبعنف لأنها تسبب السرطان وتؤثر علي الجهاز التناسلي لدى الجنسين وتتلف جهاز المناعة وتتدخل مع الهورمونات عندما يتعرض لها الجسم. وكلمة ديوكسينات معناها مئات الكيماويات الطليقة بالبيئة وأخطرها مادة 2،3،7،8-تيتراكلورودايبينزوديوكسين.
وهذه الديوكسينات تنج نتيجة كمادة ثانوية في عدة صناعات كيماوية عضوية ولاسيما في صناعة مركبات الكلورين والمبيدات الحشرية. وفي حالة تبييض الورق بالكلور. وتتكون أيضا من احتراق المركبات الكيماوية الهيدروكربونية والنفايات التي بها كلورين وفي إنتاج مبلمر الفينيل كلوريد والبلاستيك. ووجد هذا المركب الكيماوي له تأثيره خلال نصف قرن على الإنسان بالإقلال من إفراز الحيوانات المنوية وظهور سرطان الخصية والبروستاتا مما ضاعف وقوعه. كما يسبب التهابات في البطانة الداخلية لرحم المرأة. وهذه الظاهرة النسائية تصيب 5 ملايين سيدة في أمريكا وحدها. كما تزيد معدل الإصابة لديهن بسرطان الثدي. لهذا نجد أن خطورة الديوكسينات في المرتبة التالية لخطورة النفايات المشعة. وأكبر مصدر نتعرض منه لهذه المادة السامة هو الطعام. لأنها تذوب في الدهون. لهذا توجد في اللحوم ومنتجات الألبان ولحوم الدواجن والأسماك والبيض. كما توجد بالهواء لتتسرب منه بالتربة ونادرا ما توجد بالمياه. لكنها تلوث الملابس ولعب الطفال. وهذه المادة تبقي لمدة طويلة ولها قدرة علي التراكم بالأنسجة الحية للإنسان والحيوان لتبقي فيها من المهد إلي اللحد. وأهم وسيلة للوقاية من هذه الديوكسينات التوعية بأخطارها والإقلال من انبعاثها بالبيئة.
ولا سيما لا يوجد معدل آمن للتلوث بها مما يجعلها تهدد الأحياء بصفة عامة. لأن التعرض ولو لكمية ضئيلة منها تسبب السرطان رغم أن معدله يزيد نتيجة حرائق القش والغابات ومخلفات البلاستيك ولاسيما المواد التي بها بقايا المبيدات الحشرية والحشائشية والآفاتية. وفي مدينة (جاكسونفيل) بولاية أركانسو الأمريكية وجد أن السكان كانوا يعانون من المشاكل الصحية ولاسيما السيدات الحوامل كن يتعرضن للإجهاض حيث كانت مادة زيتية تسيل من الأشجار وتذروها الرياح. فظهرت حالات أورام بالمخ وسرطان الرئة والثدي والفشل الكلوي وزيادة تشوهات الأجنة ولاسيما في العمود الفقري. كل هذا عقب إغلاق مصنع كيماوي كان يصنع الغاز البرتقالي الذي كان يستعمله الأمريكان في حرب فيتنام. فخزنت مواده ونفاياته في التربة وتسربت منها مادة الديوكسين لمياه الشرب والاستحمام.